# パナソニック補聴器
パナソニック補聴器株式会社（パナソニックほちょうき、Panasonic Hearing Instruments Co., Ltd.）は、補聴器の販売・サービスを行うパナソニックグループの企業。

## 沿革
松下通信工業（現：パナソニック モバイルコミュニケーションズ）、松下電器産業（現：パナソニック）ヘルスケア社、パナソニック四国エレクトロニクス、パナソニック ヘルスケアが開発・製造する補聴器を取り扱っていた、同社の子会社だったが、同社がパナソニックグループを離脱したのに伴い、パナソニック システムネットワークスが親会社となり、事業が全面移管された。2017年4月、パナソニックシステムネットワークス（株）からパナソニック（株）アプライアンス社への事業移管に伴い、同社子会社となる。2023年10月、本社をパナソニック目黒ビルに移転。

## 拠点
本社はパナソニック モバイルコミュニケーションズと同じパナソニック佐江戸工場にあったが、2020年3月東京都品川区に移転。工場は佐賀県鳥栖市にある。